# Artemis Fowl: Tidsparadokset
Artemis Fowl: Tidsparadokset er en ungdoms-fantasybog af den irske forfatter Eoin Colfer fra 2008. Det er den sjette bog i Artemis Fowl-serien. Den blev udgivet den 5. juli 2008 i USA og den 7. august i Storbritannien. Med sine 432 sider er det den længste bog i serien. I Colfers videoblogs nævnte han allerede inden udgivelsen, at det muligvis ikke ville være den sidst ebog, men i hvert fald den sidste i 3 år. Den bliver efterfulgt af Artemis Fowl: Atlantiskomplekset.
Bogen følger Artemis Fowl, der er bekymret over sin mor, der har fået en sygdom, fordi Artemis' har fået magisk hjælp af feerne til at kurere hende i en tidliger ebog. Hun lider nu af en fe-sygdom som vil slå hende ihjel, hvis ikke den bliver behandlet med hjernevæske fra en særlig lemur, der nu er uddød, fordi Artemis selv har stjålet og solgt den 8 år tidligere. Han overbeviser Holly Short, Foaly og Nr. 1 om at hjælpe sig ved at rejse tilbage i tiden og få fat i lemuren, hvor han møder sit yngre jeg, og finder ud af at Opal Koboi også er ude efter lemuren.
Ved udgivelsen gik Artemis Fowl-serien fra en niende- til en andenplads i børnebogssektionen af New York Times bestsellerliste.